# Золотий вінець
Золотий вінець (мак. Златен венец) — щорічна премія поетичного фестивалю «Струзькі вечори поезії» (мак. Струшките вечери на поезијата). Присуджується з 1966 р.

## Список лауреатів
- 1966 — Роберт Рождественський (СССР)
- 1967 — Булат Окуджава (СССР)
- 1968 — Ласло Надь (Угорщина)
- 1969 — Мак Диздар (Югославія)
- 1970 — Міодраг Павлович (Югославія)
- 1971 — Вістен Г'ю Оден (США)
- 1972 — Пабло Неруда (Чилі)
- 1973 — Еудженіо Монтале (Італія)
- 1974 — Фазил Хюсню Дагларджа (Туреччина)
- 1975 — Леопольд Седар Сенгор (Сенегал)
- 1976 — Ежен Гільвік (Франція)
- 1977 — Артур Лундквіст (Швеція)
- 1978 — Рафаель Альберті (Іспанія)
- 1979 — Мирослав Крлежа (Югославія)
- 1980 — Ганс-Магнус Енценсбергер (ФРН)
- 1981 — Блаже Конеський (Югославія)
- 1982 — Никита Стенеску (Румунія)
- 1983 — Агьея (Індія)
- 1984 — Андрій Вознесенський (СССР)
- 1985 — Янніс Ріцос (Греція)
- 1986 — Аллен Гінзберг (США)
- 1987 — Тадеуш Ружевич (Польща)
- 1988 — Десанка Максимович (Югославія)
- 1989 — Томас Шапкотт (Австралія)
- 1990 — Хусто Хорхе Падрон (Іспанія)
- 1991 — Йосип Бродський (США)
- 1992 — Ференц Юхас (Угорщина)
- 1993 — Геннадій Айгі (Росія)
- 1994 — Тед Г'юз (Велика Британія)
- 1995 — Єгуда Аміхай (Ізраїль)
- 1996 — Макото Оока (Японія)
- 1997 — Адоніс (Сирія)
- 1998 — Лу Юань (Китай)
- 1999 — Ів Бонфуа (Франція)
- 2000 — Едоардо Сангвінетті (Італія)
- 2001 — Шеймас Гіні (Ірландія)
- 2002 — Славко Михалич (Хорватія)
- 2003 — Тумас Транстремер (Швеція)
- 2004 — Вашку Граса Моура (Португалія)
- 2005 — Вільям Стенлі Мервін (США)
- 2006 — Ненсі Морехон (Куба)
- 2007 — Махмуд Дервіш (Палестина)
- 2008 — Фатос Арапі (Албанія)
- 2009 — Томаж Шаламун (Словенія)
- 2010 — Любомир Левчев (Болгарія)
- 2011 — Матея Матевський (Македонія)
- 2012 — Монгане Валлі Сероте (ПАР)
- 2013 — Хосе Еміліо Пачеко (Мексика)
- 2014 — Ко Ун (Республіка Корея)
- 2015 – Бей Дао (Китай)
- 2016 — Маргарет Етвуд (Канада)
- 2017 — Чарлз Сімік (США)
- 2018 — Адам Загаєвський (Польща)